# ريتشل مارغوليس
ريتشل مارغوليس (بالعبرية: רחל מרגוליס‏) هي أحيائية ومؤرخة ليتوانية وإسرائيلية، ولدت في 28 أكتوبر 1921 في فيلنيوس في ليتوانيا، وتوفيت في 6 يوليو 2015 في رحوفوت في إسرائيل.